# Миклош Моносло
Миклош (III) Моносло (венг. Monoszló nembeli (III.) Miklós; ? — 1272?) — венгерский барон, королевский судья (1270—1272) и конюший (1272), во время правления Иштвана V.

## Карьера
Представитель венгерского рода Моносло. Один из сыновей Андраша Моносло. Впервые он появился в исторических источниках в 1256 году, когда он продал своё поместье к югу от реки Сава вместе со своим братом Кенезом дальним родственникам из своего рода. Согласно королевской хартии от 11 мая 1271 года, Миклош служил в качестве испана (главы) графства Срем около ноября 1262 года, когда присоединился к герцогу Иштвану, который восстал против своего отца Белы IV и принял титул «младшего короля» в том году. В результате король конфисковал его земли за рекой Драва. Миклош Моносло активно участвовал в гражданской войне на стороне Иштвана с 1264 по 1265 год. Он предстал перед пожилым королём Белой IV в королевском дворце в 1269 году, чтобы обсудить дела о славонском поместье со своим родственником Гергеем Моносло, который служил судьёй у куманов, тогда принадлежавших ко двору герцога Иштвана.
Когда герцог Иштван взошёл на королевский престол под именем Иштвана V после смерти отца в 1270 году, Миклош Моносло был назначен королевским судьёй, как один из тех баронов, которые поступили на королевскую службу после участие на стороне иштвана в войне против Белы. Кроме того, с 1270 по 1272 год Миклош Моносло также исполнял обязанности ишпана графства Шомодь. За свою роль в конфликте 1260-х годов Миклош получил от нового монарха поместья Форро и Инанч рядом с рекой Горнад, а также Хевеш и окрестные деревни. Иштван V также подарил своему верному солдату Муранский замок (ныне — деревня Мурань в Словакии, соответственно) в своём майском королевском дипломе 1271 года. Когда мятежный барон Иоахим Гуткелед выступил против Иштвана V и похитил молодого принца Ласло летом 1272 года, король реорганизовал правительственную структуру в свои последние дни. В частности, Миклоша заменил на посту королевского судьи Дениш Печ, а ишпаном графства Шомодь стал Эрнье Акош. Миклош был назначен конюшим, сменив на этой должности Альберта Акоша. Он также служил в качестве ишпана комитата Себен за это время. Однако Миклош, вероятно, занимал обе должности только менее месяца, потому что король Иштван V вскоре серьёзно заболел и умер 6 августа.

## Поздняя жизнь
Миклош II владел поместьем Форро самое большее до января 1273 года, когда предыдущий владелец, некий Аладар, сын Чете, сторонник Елизаветы Куманской, отвоевал землю при преемнике Иштвана, малолетнем королём Ласло IV (до 1277 года его соправительницей была его мать Елизавета Куманская) . Чтобы объяснить эту смену собственников, историк Аттила Жолдос рассматривает либо смерть Миклоша без законных наследников к тому времени или акт конфискации по какой-то причине. Однако двое из его сыновей, Лоуренс и Эгид, были упомянуты в грамоте от 1288 года.
После смерти Иштвана V родственник Миклоша, Эгид Моносло, осадил дворец королевы-вдовы Елизаветы Куманской в Секешфехерваре, чтобы предотвратить коронацию малолетнего принца Ласло, но Иоахим Гуткелед и его союзники, разгромили его в конце августа 1272 года. Эгид вместе со своим братом Гергеем бежал в Прессбург (ныне Братислава, Словакия). Он захватил город и уступил его королю Чехии Оттокару II. Жолдос утверждает, что Миклош Моносзо участвовал в восстании своих родственников против королевской власти, поэтому его земли были конфискованы после этого. Позднее братья Моносло вернулись в Венгрию и заключили мир с Елизаветой Куманской, получив обратно свои конфискованные земли. О поместьях Миклоша II подобной информации нет. Жолдос считает, что Миклош Моносло был убит во время осады королевского дворца в Секешфехервара или умер во время ссылки в Праге. Тем не менее, его конфискованные земли не были унаследованы его сыновьями.